# 칠레 페소
페소(스페인어: peso)는 칠레의 통화로 1 페소는 100 센타보(centavos)에 해당된다. 그러나 센타보는 1984년 이후로 유통되지 않고 있다.
페소는 1817년부터 1960년까지 통용된 칠레의 통화이기도 하다. 1817년부터 1851년까지의 보조 화폐 단위 비율은 1 페소 = 8 레알, 2 페소 = 1 에스쿠도였고 1851년에는 1 페소 = 100 센타보, 1 데시모 = 10 센타보로 변경했다.
칠레는 1960년에 1,000 페소 = 1 에스쿠도의 화폐 개혁을 시행했으며 1975년에는 1,000 에스쿠도 = 1 페소의 화폐 개혁을 시행했다. 현재는 1, 5, 10, 50, 100, 500 페소 동전과 1,000, 2,000, 5,000, 10,000, 20,000 페소 지폐가 통용된다. 1, 5 페소 동전은 낮은 가치로인해 현재는 회수중에 있다고 한다.

## 같이 보기
- 칠레의 경제